# Geodetická kopule
Geodetická kopule (anglicky geodesic dome) je polokulovitá tenkovrstvá struktura, založená na geodetickém mnohostěnu. Trojúhelníkové prvky kupole jsou konstrukčně tuhé a rozdělují konstrukční napětí do celé struktury, což činí geodetické kopule schopné odolat i velkému zatížení (podobě jako příhradová konstrukce). Částečně využívají princip tensegrity.[zdroj?]

## Historie
První kupole, která by mohla být v každém ohledu nazývána geodetickou, byla navržena po první světové válce Waltherem Bauersfeldem, hlavním inženýrem německé společnosti Carl Zeiss AG pro planetárium, kde se nachází jeho planetární projektor. První, malá kupole která byla patentována, byla postavena firmou Dykerhoff a Wydmann na střeše závodu Zeiss v Jeně v Německu. Větší kupole, nazvaná Zázrak Jeny, se otevřela veřejnosti v červenci 1926. O dvacet let později, v roce 1948 a 1949 Richard Buckminster Fuller pojmenoval svou kupoli, kterou sestrojil v rámci experimentů s umělcem Kennethem Snelsonem na Black Mountain College geodesic dome. Ačkoli Fuller nebyl původní vynálezce, je v USA řazen k popularizátorům této myšlenky a jeho návrh byl zapsán jako americký patent s číslem 2,682,235 v 29 červnu 1954.

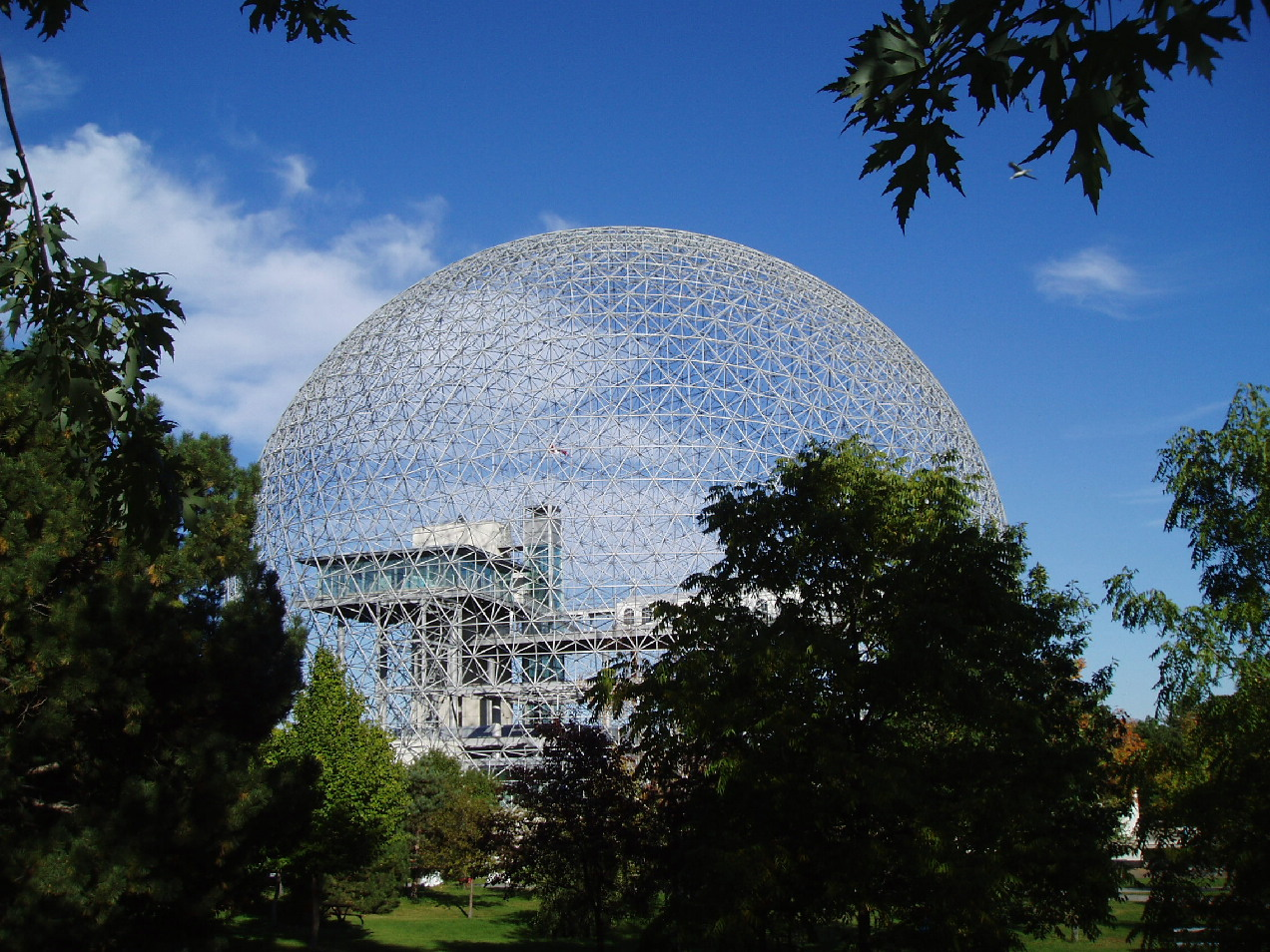
Pavilon Biosféra v Montréalu, který byl původně americkým pavilonem na Expo 67,autor R. Buckminster Fuller, dnes na ostrově Svaté Heleny, Montréal, Quebec. Zde stav v roce 2004. Chybí původní vnější obložení čistou akrylovou kůží, která byla zničena požárem v květnu 1976.

Tento tvar si Fuller zvolil, protože koule snese extrémně vysoké zatížení, povrch mnohostěnu je velmi stabilní a poskytuje největší objem při nejmenší ploše povrchu. Tento tvar byl úspěšně využíván pro speciální účely. Příkladem je 21 stanic systému včasného varování, které byly v roce 1956 postaveny v Kanadě. V roce 1958 například systém pro Union Tank Car Company, kupole blízko Baton Rouge, Louisiany, navržená Thomasem C. Howardem z firmy Synergetics, Inc. a další speciální budovy, jako jsou kupole konstruované z hliníku architektem Henrym J. Kaiserem (budované na mnoha místech po celé USA, například Virginia Beach, Virginie), sály, observatoře počasí a skladovací zařízení.
Počátkem roku 1954 experimentovali američtí námořníci s geodetickými kopulemi přemísťovanými vrtulníkem. Třicetistopá kupole byla zvednuta a nesena helikoptérou asi 50 uzlů bez poškození, což vedlo k výrobě standardní kopule pro Magnesium Products v Milwaukee. Zkoušky zahrnovaly montážní postupy, ve kterých dříve netrénovaní námořníci byli schopni sestavit 30 metrů dlouhou kopuli za 135 minut, vrtulníkové výtahy z letadlových lodí a také zkoušku trvanlivosti.
Širší veřejnosti byla kupole představena jako pavilon na světové výstavě v New Yorku v roce 1964. Pavilon navrhla společnost Thomas C. Howard Synergetics, Inc. Tato kopule je nyní používána jako voliéra v Queens Zoo (Královská zoo) ve Flushing Meadows Corona Park v New Yorku. Další kopule je z Expo 67 konané v Montréalu, kde byla součástí amerického pavilonu. Krytina stavby později shořela, ale samotná stavba stále stojí pod názvem Biosféra. V současnosti zde sídlí interpretační muzeum Saint Lawrence River o kanadské řece Svatého Vavřince.
V roce 1975 byla na jižním pólu postavena kupole, kde je důležitá její odolnost vůči sněhu a větru. Dne 1. října 1982 byla otevřena jedna z nejslavnějších geodesic kopulí, Spaceship Earth, která je v zábavním parku Walt Disney World Resort u jezera Bay v Epcotu na Floridě. Atrakce je nazvána podle jednoho z nejznámějších termínů Buckminstera Fullera, Spaceship Earth (Kosmická loď Země). Vyjadřuje světový pohled vyjadřující znepokojení nad využíváním omezených zdrojů dostupných na Zemi a povzbuzujících každého, aby se choval jako harmonická posádka pracující směrem k zlepšení stavu Země. Budova je ikona Epcotu a je také součástí loga parku.
V roce 2000 vznikl první plně udržitelný geodetický kopulovitý hotel na světě, EcoCamp Patagonia, byl postaven v chilské Patagonii a v roce 2001 byl zahájen jeho provoz. Design hotelu je navržen tak aby odolával silným větrům v regionu a je založen na struktuře obydlí domorodých obyvatel. Geodomy jsou také populární jako glampingové jednotky. První místo ve Velké Británii, které je použilo, bylo Ekopod v severním Cornwallu v roce 2009.

## Galerie

Příklady využití geodetických kopulí
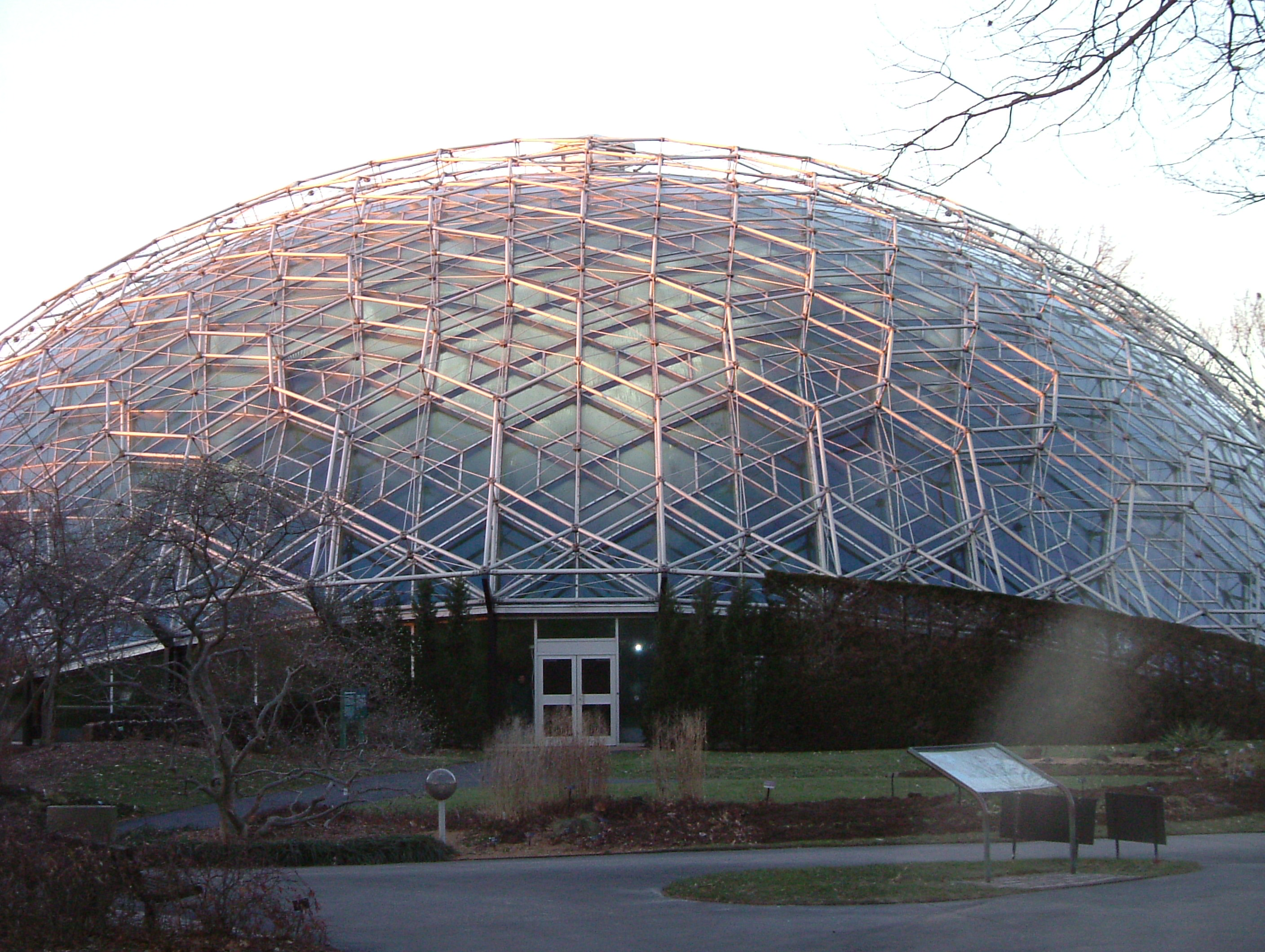
The Climatron, pavilon Missourské botanické zahrady, postavený v roce 1960, design: Thomas C. Howard, Synergetics, Inc.
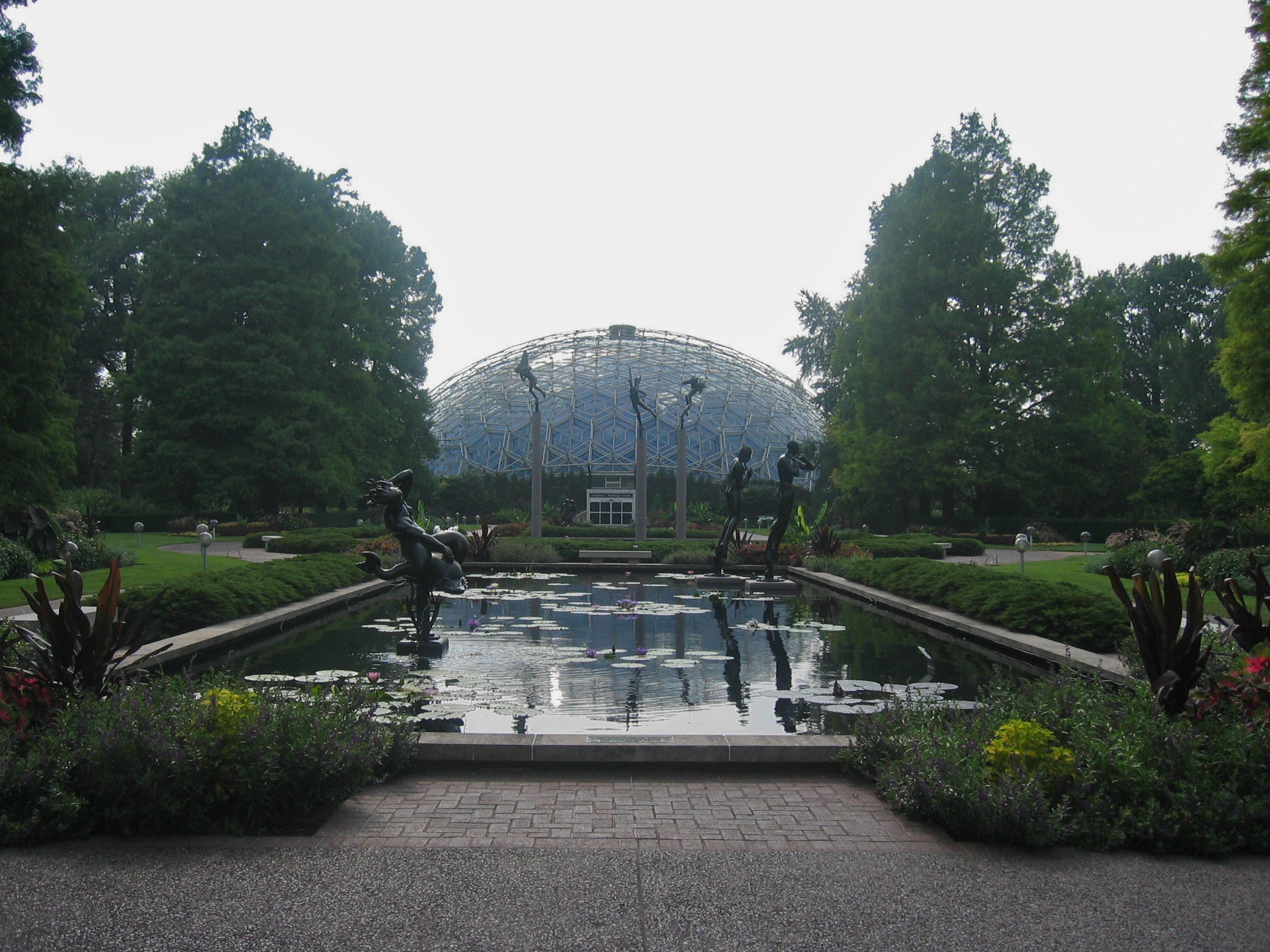
Climatron, panorama
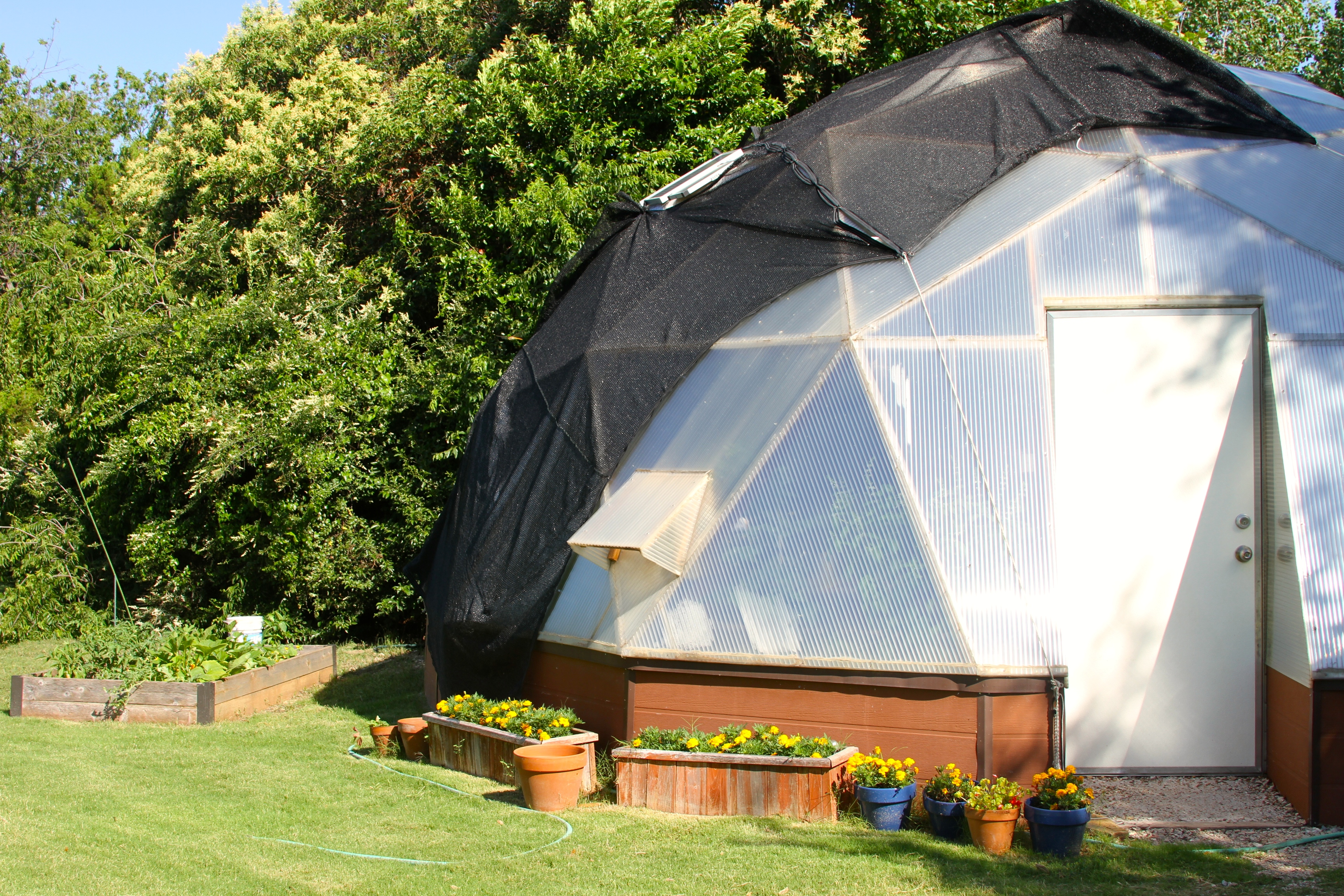
Budova episkopální školy Dallasu.
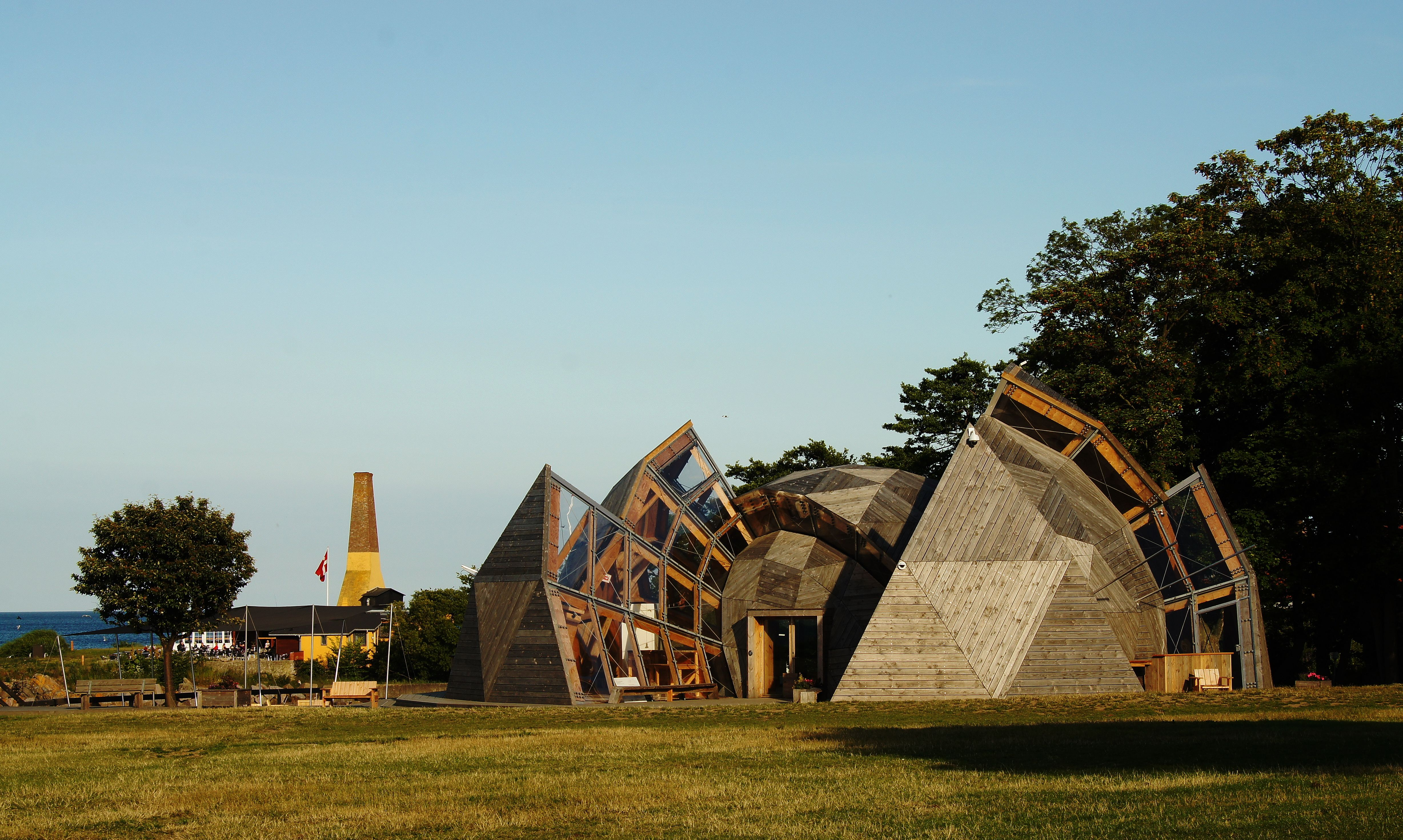
Budova na ostrově Bornholm
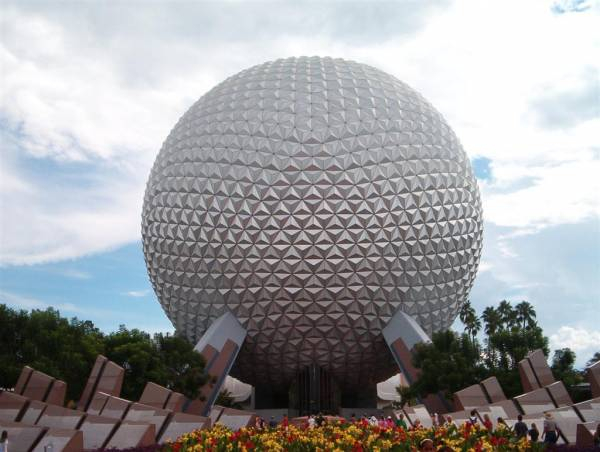
Spaceship Earth v zábavním parku na Floridě
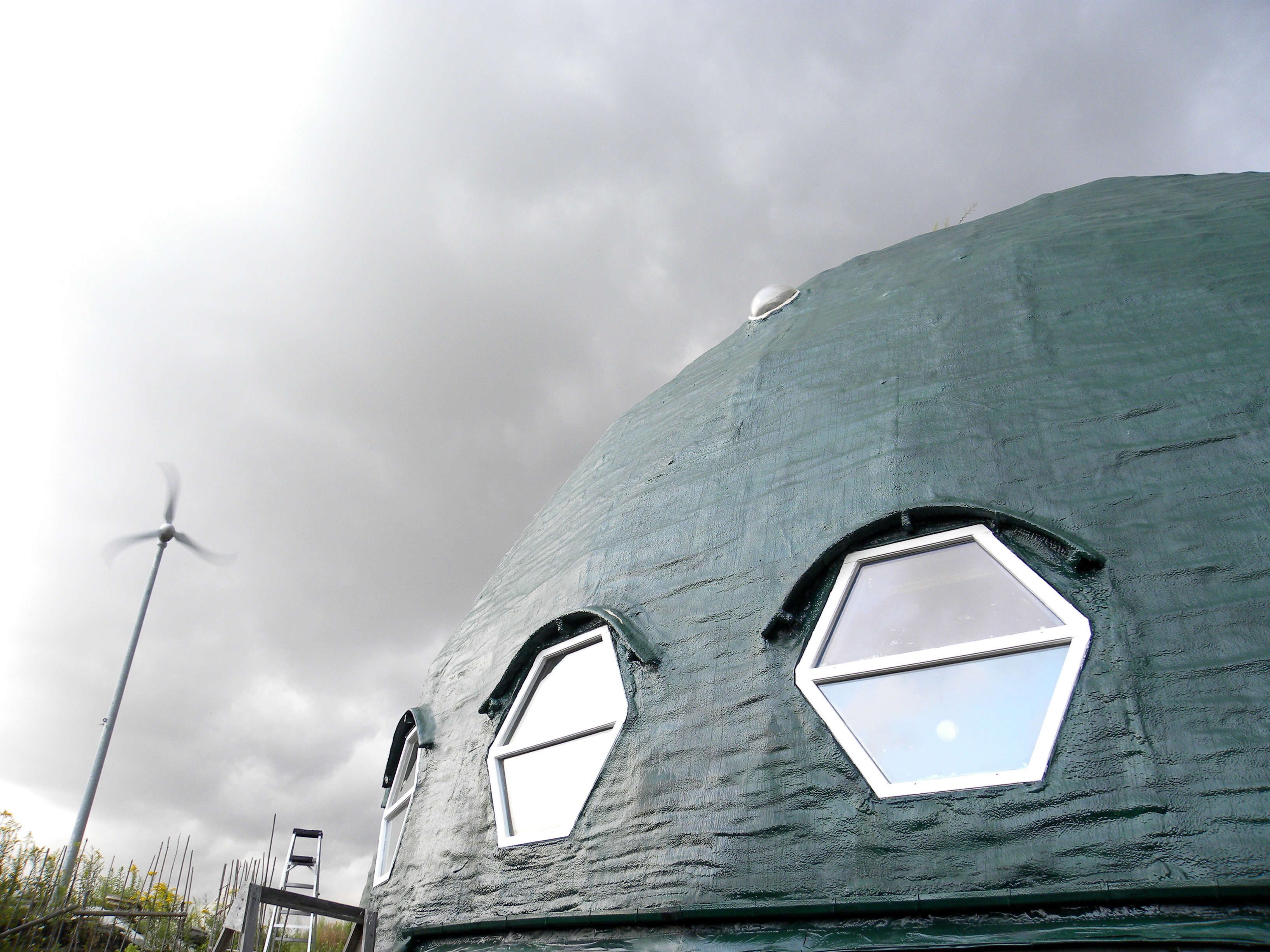
Long Island Green Dome
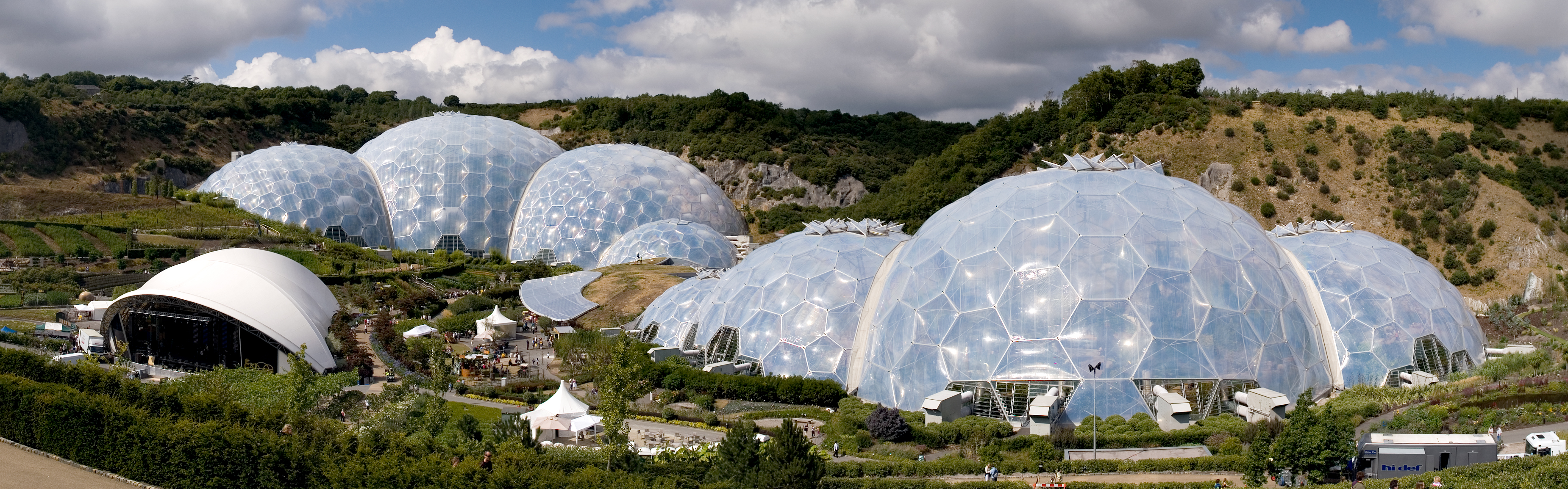
Projekt Eden, Anglie